# Delmopinol
Delmopinol is de International Nonproprietary Name (INN) van 2-[3-(4-propylheptyl)morfolin-4-yl]ethanol (CAS-nummer 79874-76-3). Delmopinol – in de vorm van het hydrochloridezout van delmopinol, CAS-nummer 98092-92-3 – is een antisepticum dat tandvleesontsteking (gingivitis) en de vorming van tandplaque tegen kan gaan. Het is daarbij een alternatief voor chloorhexidine. De doeltreffendheid en de bijwerkingen van beide producten zijn vergelijkbaar.
Delmopinol werd ontwikkeld in Zweden. Het octrooi uit 1987 is oorspronkelijk toegewezen aan AB Ferrosan uit Malmö en ging later naar Biosurface Pharma. Biosurface Pharma werd in 2002 overgenomen door Sinclair Pharmaceuticals Ltd. uit Groot-Brittannië. Het mondspoelmiddel Decapinol van Sinclair Pharma, met delmopinolhydrochloride als actieve stof, werd in de Europese Unie in juni 2004 toegelaten, en in 2005 in de Verenigde Staten. Sinclair Pharma heeft later ook Decapinol spray, Decapinol gel en Decapinol tandpasta uitgebracht.